# Umirajoči Galačan
Umirajoči Galačan (v italijanščini: Galata Morente) je marmorna kopija izgubljenega helenističnega kipa, ki je bil prvotno izdelan v bronu. Izvirnik je med 230. in 220. pr. n. št. naročil  Atal I. iz Pergamona, da bi proslavil svojo zmago nad Galačani, keltskim ali galskim prebivalstvom iz dela Anatolije (sedanje Turčije). Identiteta kiparja izvirnika ni znana, vendar obstaja hipoteza, da je bil to Epigon, dvorni kipar dinastije Atalidov iz Pergamona.
Kopija je bila do 20. stoletja najpogosteje imenovana Umirajoči gladiator pod predpostavko, da je prikazoval ranjenega gladiatorja v rimskem amfiteatru. Znanstveniki so ga do sredine 19. stoletja identificirali kot Galca ali Galačana, vendar je bilo potrebno več desetletij, da bi se novo ime splošno uveljavilo.

## Opis
Beli marmorni kip, ki je bil lahko prvotno poslikan, prikazuje padlega Galačana z izjemnim realizmom in patosom, še posebej kar zadeva obraz. Na spodnjem desnem delu prsnega koša je vidna krvavitev zaradi vboda meča. Figura je predstavljena kot bojevnik z značilno frizuro in brki ter s torcem okoli vratu. Leži na svojem padlem ščitu, medtem ko njegov meč, pas in ukrivljena trobenta ležijo ob njem. Meč ima levjo glavo. Sedanji podstavek je bil dodan po ponovnem odkritju v 17. stoletju.

## Odkritje in izselitev
Umirajoči Galačan naj bi bil odkrit v začetku 17. stoletja med izkopavanji za temelje vile Ludovisi, kasneje primestne vile v Rimu. Prvič je bil zabeležen leta 1623 v popisu zbirke mogočne družine Ludovisi. Vila je bila zgrajena na območju starodavnih Salustijevih vrtov, kjer so, ko je bila v poznem 19. stoletju pozidana Ludovisijeva lastnina, odkrili številne druge antične predmete, med njimi Ludovisijev prestol. Do leta 1633 je bil Umirajoči Galačan v Ludovisijevi Palazzo Grande na Pinciju. Papež Klemen XII. ga je kupil za zbirko na Kapitolskem griču. Kot eno izmed najbolj znanih rimskih starin so jo zasegle Napoleonove sile v skladu z Tolentinsko pogodbo in razstavile z drugimi italijanskimi umetniškimi deli v muzeju Louvre. Kip je v Louvru ostal do leta 1816, ko so ga vrnili v Rim.

## Portret Galačana
Kip služi kot opomin na poraz Galačanov in s tem izkazuje moč ljudi, ki so jih premagali, poleg tega pa kot spomin na njihovo hrabrost kot vredne nasprotnike. Kip naj bi bil tudi materialni dokaz za poročila o borilnem slogu – Diodor Sicilski je poročal: »Nekateri imajo železne ali verižne oklepe, medtem ko se drugi borijo goli«.  Polibij je napisal poučen opis galatijskih taktik proti rimski vojski v bitki pri Telamonu leta 225 pred našim štetjem:
»Insubri in Boji so nosili hlače in lahke plašče, toda Galačani so v svoji ljubezni do slave in upornega duha slekli svoja oblačila in se postavili pred celotno vojsko goli ter uporabili samo svoje roke. Pojav teh golih bojevnikov je bil zastrašujoč spektakel, saj so bili vsi ljudje čudovitega telesa in v življenjski formi.« 
Rimski zgodovinar Tit Livij je zapisal, da so se Galačani iz Male Azije borili goli in njihove rane so bile jasno vidne na belini teles. Grški zgodovinar Dionizij iz Halikarnasa je to razumel kot neumno taktiko: »Naši sovražniki se borijo goli. Kakšne poškodbe bi lahko povzročili njihovi dolgi lasje, njihov krut izgled, njihove popadljive roke? To so zgolj simboli barbarske bahavosti.«
Predstavitev tega konkretnega Galačana bi lahko bila namenjena tudi temu, da mu nadene dostojanstvo junaške golote ali patetične golote. Upodobitev grških bojevnikov v podobni obliki junaških aktov ni bila redkost, kot ponazarjajo tudi pedimentne skulpture Afajinega templja v Ajgini. Umetnostni zgodovinar H. W. Janson je pripomnil, da kip sporoča, da »so v svojem barbarstvu znali umreti«.

## Vpliv
Umirajoči Galačan je postal eno najpomembnejših del, ki so preživela iz antike in ki so jih umetniki neumorno kopirali, zanje je bil klasičen model za prikaz močnih čustev. Kaže znake, da je bil popravljen, saj zgleda, da je bila glava odlomljena pri vratu, čeprav ni jasno, ali so bila popravila izvedena v rimskih časih ali po ponovnem odkopu kipa v 17. stoletju. Ob odkritju je bila leva noga v treh kosih. Zdaj so pritrjeni skupaj z zaponko, ki jo prikriva leva pogačica. Galačanovi ostri prameni so predelava daljših las iz 17. stoletja, ki so bila najdena razbita.
V tem obdobju so kip razlagali kot poraženega gladiatorja namesto galatskega bojevnika. Zato je bil znan kot »Umirajoči« ali »Ranjeni gladiator«, »Rimski Gladiator« in »Umirajoči murmillo«. Imenovan je bil tudi »Umirajoči trobentar«, ker je rog eden od raztresenih predmetov, ki ležijo poleg figure.
Umetniška kakovost in ekspresivni patos kipa sta vzbudila veliko občudovanja med izobraženimi sloji v 17. in 18. stoletju, zato je bil kip obvezna postojanka na Grand Touru po Evropi, ki so ga opravili mladi moški tedanjega časa. En od takih obiskovalcev je bil Byron, ki je obeležil kip v pesmi Childe Harold's Pilgrimage (Potovanje Childa Harolda).
Napoleon Bonaparte ga je zahteval po pogodbi iz Campoformia (1797) med njegovim napadom na Italijo in ga zmagoslavno prinesel v Pariz, kjer je bil razstavljen. V Rim je bil vrnjen leta 1816. Od 12. decembra 2013 do 16. marca 2014 je bilo delo prikazano v glavni rotundi zahodnega krila Narodne galerije umetnosti v Washingtonu. To je bilo prvič, da je kip zapustil Italijo, odkar je bil vrnjen.

## Kopije
Kopije kipa so na ogled v Muzeju klasične arheologije na Univerzi v Cambridgeu, Leinster House v Dublinu na Irskem, kot tudi v Berlinu, Pragi, Stockholmu, Versaillesu, Varšavi (Park Łazienki).
V Združenih državah Amerike so kopije v Washington State Historical Society v Tacomi, Washington, v knjižnici Redwood, Newport, Rhode Island in na Assumption College v Worcester, MA.
Kraljeva akademija v Londonu je imela eno takšno kopijo, ki se zdaj nahaja v Galeriji Courtauld v Londonu. 
Na vratih zidanega vrta v mestu Iford Manor, Wiltshire v Angliji, je primer v bronu. V angleškem mestu Brigg v Lincolnshireju je stara gostilna s prenočišči s kopijo Dying Gladiator.
Tudi Visoka šola za likovno umetnost Univerze Filipinov v Dilimanu ima kopijo, pod starim imenom. Obstaja tudi izvod v Muzeju Ermitaž v Sankt Peterburgu v Rusiji, eden pa v Muzeju umetnosti Telfair Savannah v Gruziji. Poleg tega ima eno kopijo Umetniška galerija Williama Humphreyja v Južni Afriki, ki se nahaja v Kimberleyju.